# Неомавританский стиль
Неомаврита́нский стиль (в Испании известен, как неомудехар) — ретроспективный стиль периода историзма в западноевропейской и русской архитектуре второй половины XIX — первой половины XX века, заключавшийся в переосмыслении и имитации архитектурных приёмов испанского, португальского, мавританского и исламского средневекового зодчества, в особенности стиля мудехар.
Архитектурное направление, к которому относятся средневековые памятники Магриба и исламской Испании, неоднородно. В его основе лежит синтез художественных традиций вестготов, берберов и других народов, входивших в состав Арабского халифата. Для культовых и светских построек мавританского стиля характерно обилие стрельчатых, подковообразных и фестончатых арок, куполов, фризов, карнизов и настенной резьбы. Колонны облицовывались изразцовыми и керамическими плитками. Применялись мозаика, цветные витражи и украшения из цветного мрамора, как правило, использовался орнамент.
Возникновение на излёте эпохи романтизма моды на мавританскую экзотику связано с поиском архитектурного направления, которое могло бы составить конкуренцию приевшимся формам классицизма и неоготики. Публикация сборника Вашингтона Ирвинга «Альгамбра» подстегнула интерес европейцев и американцев к средневековой Испании и сопредельным мусульманским государствам. При этом на первых порах не делалось различий между собственно мавританским зодчеством и формами, более характерными для Османской империи.
Одним из первых памятников увлечения исламским зодчеством стал Воронцовский дворец в Алупке, спроектированный британским архитектором Блором под влиянием «индо-сарацинского» павильона в Брайтоне. Впоследствии этот стиль стал нормой для русской усадебной архитектуры, причём не только на южных курортах (Кореиз, Симеиз, Ликани), но и в центральной части России (яркий пример — дом Арсения Морозова на Воздвиженке). Другими очагами строительства в неомавританском духе стали испаноязычные районы США (в частности, Калифорния) и (после оккупации Австро-Венгрией) Босния и Герцеговина.
В Европе неомавританский стиль долгое время воспринимался как «стиль синагог». Во многих городах Европы и мира еврейские сообщества предпочитали возводить синагоги именно в этом стиле, так как он ассоциировался с золотым веком средневекового еврейства в мусульманской Испании.
В самой Испании вкус к неомавританскому зодчеству привился не сразу. Одним из первых интерес к нему проявлял каталонский архитектор Антонио Гауди, в творчестве которого замысловато преломились отдельные мотивы мавританской архитектуры (дворец в Асторге). В связи с проведением в 1929 году Испано-американской выставки на юге Испании и в Мадриде было создано несколько масштабных городских ансамблей в стиле неомудехар, включая ансамбль площади Испании в Севилье и театр в Кадисе.
- Триумфальная арка (Барселона) (1888), Барселона (Испания)
- Большая хоральная синагога (Санкт-Петербург) (1893) в Санкт-Петербурге (Россия)
- Особняк Арсения Морозова (1890-е) в Москве (Россия)
- Испанская синагога (1868) в Праге (Чехия)
- Национальная библиотека (1894) в Сараево (Босния и Герцеговина)
- Интерьер Мавританского киоска в Линдерхофе (Германия)
- Колонный зал в Замке Саммеццано, Тоскана (Италия)